# Європейські стандарти
Європейські стандарти — включають близько 5-ти тисяч гармонізованих стандартів та 24-х тисяч стандартів, розроблених CEN, CENELEC та ETSI.
Відповідно до Угоди про асоціацію між Україною та Європейським Союзом, Україна зобов'язалася прийняти європейські стандарти, а також скасувати розбіжності між національними стандартами, розробленими до 1992 року, та стандартами ЄС.
Організація та координація діяльності з питань стандартизації, включаючи роботу технічних комітетів із питань стандартизації, представлення України в міжнародних організаціях зі стандартизації покладено на ДП «УкрНДНЦ».